# Bosc de Mas Julià
El Bosc de Mas Julià és una roureda inundable que ocupa 1,85 hectàrees, situada al terme municipal de Tordera.
És d'elevat interès pels seus hàbitats. Destaca per la seva roureda, amb abundants freixes (Fraxinus angustifolia) i alguns oms (Ulmus minor). S'hi ha citat higròfits com llengua de serp, Ranunculus ophioglossifolius, Carex pendula, C. remota, Galium palustre, etc. Sota les aigües, que s'hi acumulen temporalment, hi creix Callitriche stagnalis. Pel que fa als hàbitats d'interès comunitari, s'hi ha identificat l'hàbitat 9160 «Rouredes de roure pènol i boscos mixtos del Carpinion betuli»(segons la cartografia dels hàbitats de Catalunya).
Aquesta zona humida rep una pressió ramadera relativament important, que pot afectar negativament la seva singular vegetació. Hi ha una línia elèctrica que travessa l'espai -amb un tallafoc molt reduït-, que caldria retirar i desplaçar fora de l'espai. Es detecten alguns recs de drenatge que semblen afavorir la dessecació de la zona, realitzats probablement fa molts anys.
Inicialment, les zones Estany de Bancells, Estany de Mas Mateu, Bosc de mas Julià, Pla de Can Golba i Gorg del molí d'en Puigverd formaven part d'una única zona humida (de codi 1590500) que posteriorment s'ha subdividit en diferents zones, ja que estan molt allunyades les unes de les altres, fins i tot a comarques diferents.
Junt amb les altres zones humides, està inclòs a la proposta de la xarxa Natura 2000 de la Unió Europea com a Lloc d'Interès Comunitari (LIC) amb el nom de Riu i Estanys de Tordera.